# Castletown (ostrov Man)
Castletown (v manštině: Balley Chashtal) je město na ostrově Man, které se zeměpisně nachází uvnitř farnosti Malew, ale administrativně je oddělené. Leží na jihu ostrova a je jeho bývalým hlavním městem. Dominantou Castletownu je dobře zachovaný hrad Rushen.

## Historie
Castletown, jehož kořeny sahají do roku 1090, je bývalé manské hlavní město a také sídlo Tynwaldu. Pro město jsou typické úzké uličky a rybářské domky. Od jeho počátků až do současnosti vyplouvají z místního přístavu rybářské lodě. Komerční doprava do tohoto přístavu byla ukončena v 70. letech 20. století, ačkoliv finančnictví a průmysl se v této oblasti stále rozšiřují.
Posledním člověkem odsouzeným k smrti na ostrově Man byl 1. srpna 1872 v Castletownu John Kewish. Roku 1874 se House of Keys, tedy nižší větev manského Tynwaldu, přesunul z Castletownu do Douglasu, současného hlavního města Manu. První telefony se v Castletownu objevily roku 1901.

## Geografie
Rozloha Castletownu je 2,3 km2. Město leží na severozápadním pobřeží Castletownské zátoky. Na protějším břehu se na poloostrově Langness nachází malá vesnice patřící k obci Derbyhaven. Nedaleko Castletownu se nachází také vesnice Ballabeg, Ballasalla, Colby, Port Erin a Port St Mary. Silnice A3 vede přes z Castletownu přes Douglas až do Ramsey a město protíná také silnice A5, spojující Douglas a Port Erin.

## Zajímavá místa
- Hrad Rushen je středověký hrad tyčící se nad Market Square. Veřejnosti je otevřený každý rok od Velikonoc do října.
- Old House of Keys je bývalé sídlo manského parlamentu. Roku 2000 byl zrenovován a nyní funguje jako muzeum pod správou Manx National Heritage.
- Staré gymnázium, původně kaple, bylo vybudováno okolo roku 1200 a nachází se u přístavu. Od třicátých let 20. století budova nefunguje jako škola, v současnosti je muzeem fungujícím ve spojení s dalšími Story Of Mann místy v Castletownu.[4]
- Námořní muzeum bylo otevřeno roku 1951 a zaměřuje se na jachty osmnáctého století.
- Železniční stanice Castletown byla vybudována v roce 1902. Nachází se nedaleko centra.
- V Castletownu se nacházejí také tři kostely: Castletown Methodist Church, St. Mary's on the Harbour a St. Mary's Church.[5]
- Castletownské golfové hřiště se nachází na poloostrově Langness blízko obce Derbyhaven.